# Попенрихт
Попенрихт (њем. Poppenricht) општина је у њемачкој савезној држави Баварска. Једно је од 27 општинских средишта округа Амберг-Зулцбах. Према процјени из 2010. у општини је живјело 3.380 становника. Посједује регионалну шифру (AGS) 9371144.

## Географски и демографски подаци
Попенрихт се налази у савезној држави Баварска у округу Амберг-Зулцбах. Општина се налази на надморској висини од 406 метара. Површина општине износи 11,6 km². У самом мјесту је, према процјени из 2010. године, живјело 3.380 становника. Просјечна густина становништва износи 292 становника/km².

## Међународна сарадња
| Мјесто      | Држава   | Врста сарадње | Од    |
| ----------- | -------- | ------------- | ----- |
| Ајзентратен | Аустрија | партнерство   | 1987. |
| Извор       |          |               |       |